# 大阪第一生命ビル
大阪第一生命ビルは、大阪市北区梅田一丁目にある高層ビル。
2007年から2012年まで大阪府内の地価最高地点となっていたが、2013年はうめきた地区のグランフロント大阪南館（大阪市北区大深町4-20）に抜かれた。

## 概要
大阪駅前交差点の南西側に建つ。西隣にヒルトンプラザイーストとヒルトン大阪、道を挟んで東側に阪神梅田本店がある。1990年（平成2年）11月竣工。正式名称は大阪第一生命ビルディングである。

## 屋上ビアガーデン
1953年（昭和28年）、建替え前の旧大阪第一生命ビル屋上でオープンした「アサヒビアガーデン」（ニユートーキヨー経営）が日本で最初の屋上ビアガーデンとされる。屋上でオートバイの展示会を開催した際、地下の店内だけでは客が入りきらずに、屋上も会場としてビールや料理を提供したところ好評だったため開店したという。

## 交通
- 阪神本線梅田駅より徒歩すぐ
- 地下鉄四つ橋線西梅田駅より徒歩1分
- JR大阪駅より徒歩2分
- 地下鉄御堂筋線梅田駅より徒歩5分